# Amt Jevenstedt
Amt Jevenstedt er et amt i det nordlige Tyskland, beliggende i den vestlige/centrale del af Kreis Rendsburg-Eckernförde. Kreis Rendsburg-Eckernförde ligger i den centrale del af delstaten Slesvig-Holsten, og amtets administration er beliggende i byen Jevenstedt, men det har også kontorer i Westerrönfeld. Amt Jevenstedt ligger syd for Rendsborg ved Kielerkanalen.

## Kommuner i amtet
- Brinjahe
- Embühren
- Haale
- Hamweddel
- Hörsten
- Jevenstedt
- Luhnstedt
- Schülp b. Rendsburg
- Stafstedt
- Westerrönfeld

## Historie
Amtsbezirk Jevenstedt blev dannet 1. april 1889 af kommunerne Altenkattbek, Hörsten, Jevenstedt, Nienkattbek, Schülp b. Rendsburg, Schwabe og Westerrönfeld samt dele af Forstgutbezirks Rendsburg, dele af Stadtbezirk Rendsburg og et stykke af Wilden Moores. I 1928 blev dele af Westerrönfelds indlemmet i byen Rendsburg. Fra 1966 dannede Amt Jevenstedt et forvaltningsfællesskab med naboamtet Luhnstedt, med kommunerne Brinjahe, Embühren, Hamweddel, Luhnstedt og Stafstedt.
Ved områdereformen i 1970 blev amterne Jevenstedt og Luhnstedt lagt sammen. Dertil kom kommunen Haale fra Amt Lütjenwestedt. I 1974 blev kommunerne Gemeinden Altenkattbek, Nienkattbek og Schwabe lagt sammen med Jevenstedt. 1. januar 2001 genindtrådte kommunen Westerrönfeld i amtet.